# Coorte (estatística)

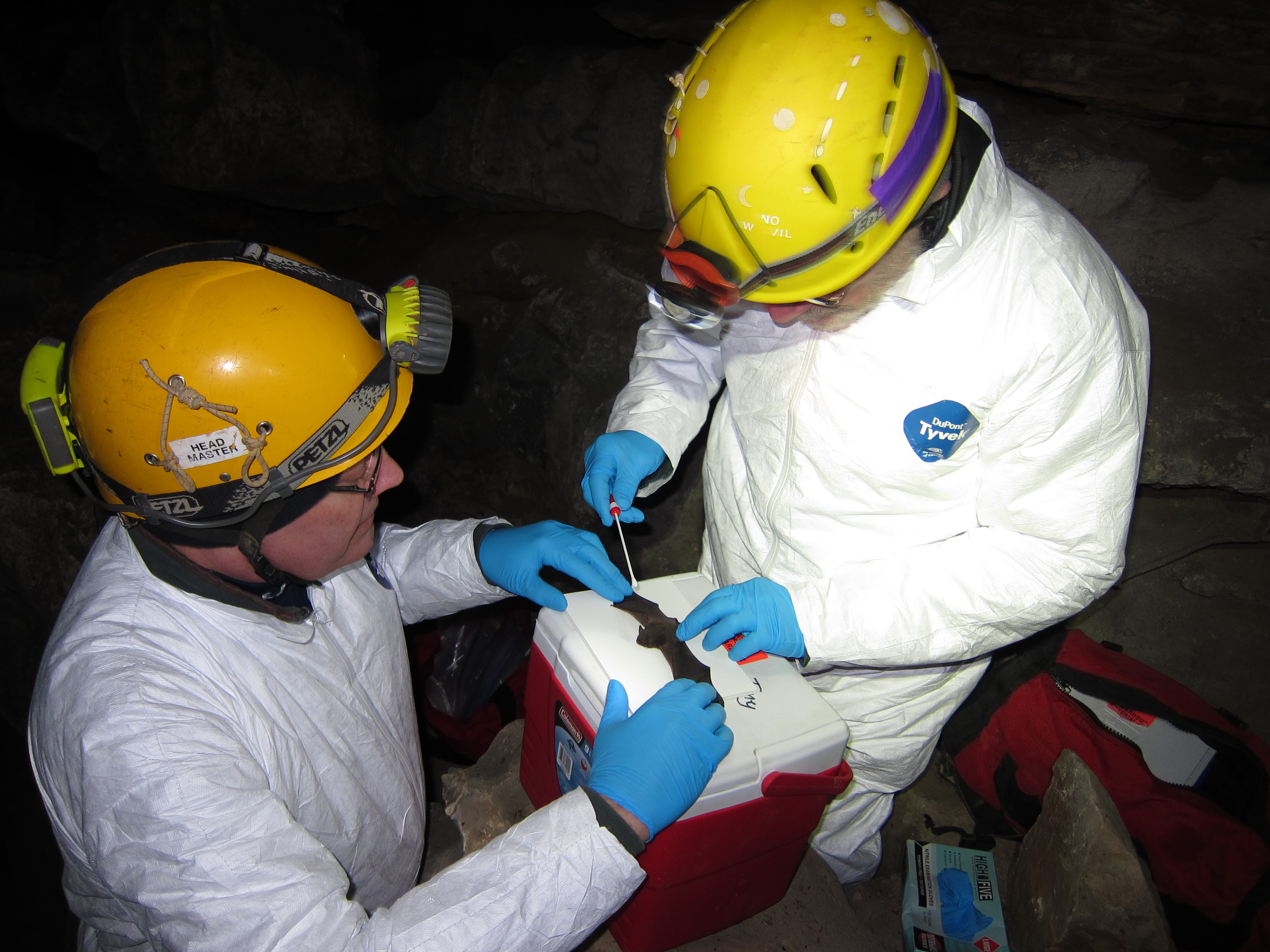
Esse tipo de pesquisa é usada nas áreas biológicas, de saúde e sociais. Na foto, biólogos estudam a saúde de morcegos.

Em Estatística, coorte é um conjunto de pessoas que têm em comum um evento que se deu no mesmo período; exemplo: coorte de pessoas que nasceram entre 1960 e 1970; coorte de mulheres casadas entre 1990 e 2000; coorte de vítimas do terremoto do Haiti; etc.

## Pesquisa de coorte
A pesquisa de coorte é definida como uma forma de pesquisa observacional, longitudinal e analítica que objetiva estabelecer um nexo causal entre os eventos a que o grupo foi exposto e o desfecho da saúde final dessas pessoas. A pesquisa de coorte pode ser prospectiva ou retrospectiva.
Na pesquisa de coorte prospectiva um grupo de pessoas que compartilham uma característica ou experiência comum (por exemplo, nasceram no mesmo ano e local, são vacinados, expostos ao mesmo poluente, tomam a mesma droga ou foram submetidos a um mesmo procedimento médico) são acompanhados por um período significativo de tempo (geralmente de 1 a 5 anos). O grupo de comparação pode ser a população geral com características similar a estudada, mas que não compartilharam essa experiência ou pode ser um outro grupo de pessoas locais que provavelmente tiveram pouca ou nenhuma exposição à substância ou evento sob investigação, mas de outra forma similar. Alternativamente, os subgrupos do grupo podem ser comparados uns com os outros.
No caso de um estudo retrospectivo, o evento ou exposição a substância já ocorreu há anos e planeja-se analisar o impacto causado por ele, geralmente com o aparecimento de novos fatos (como um efeito colateral tardio, uma comorbidade ou uma mudança cultural). Pode ser feito, por exemplo, para verificar o impacto de uma novo tratamento, de um projeto governamental, de novas construções, de uma guerra ou de uma nova política pública em um local.

### Vantagens e desvantagens
A principal vantagem do estudo de coorte é ser a única possibilidade ética de investigação do impacto em humanos de poluentes, desastres, eventos históricos, abuso de substâncias e crises. Não seria ético simular doenças potencialmente fatais, desastres ou intoxicar humanos em laboratório. Além disso tem as vantagens de poder descobrir e analisar fatores importantes que seriam perdidas ao tentar isolar em um laboratório.
No entanto, estudos de coorte são caros para conduzir, são sensíveis a viés e erros sistemáticos e demoram um longo tempo de acompanhamento para gerar dados úteis. Outra desvantagem é a dificuldade em separar os grupos afetados e não afetados com precisão em casos, de pessoas que faleceram, de descobrir doenças prévias desconhecidas e quando ocorre imigração constante desse local após o evento a ser estudado.